# Barco de patrulha Damen Stan 4100

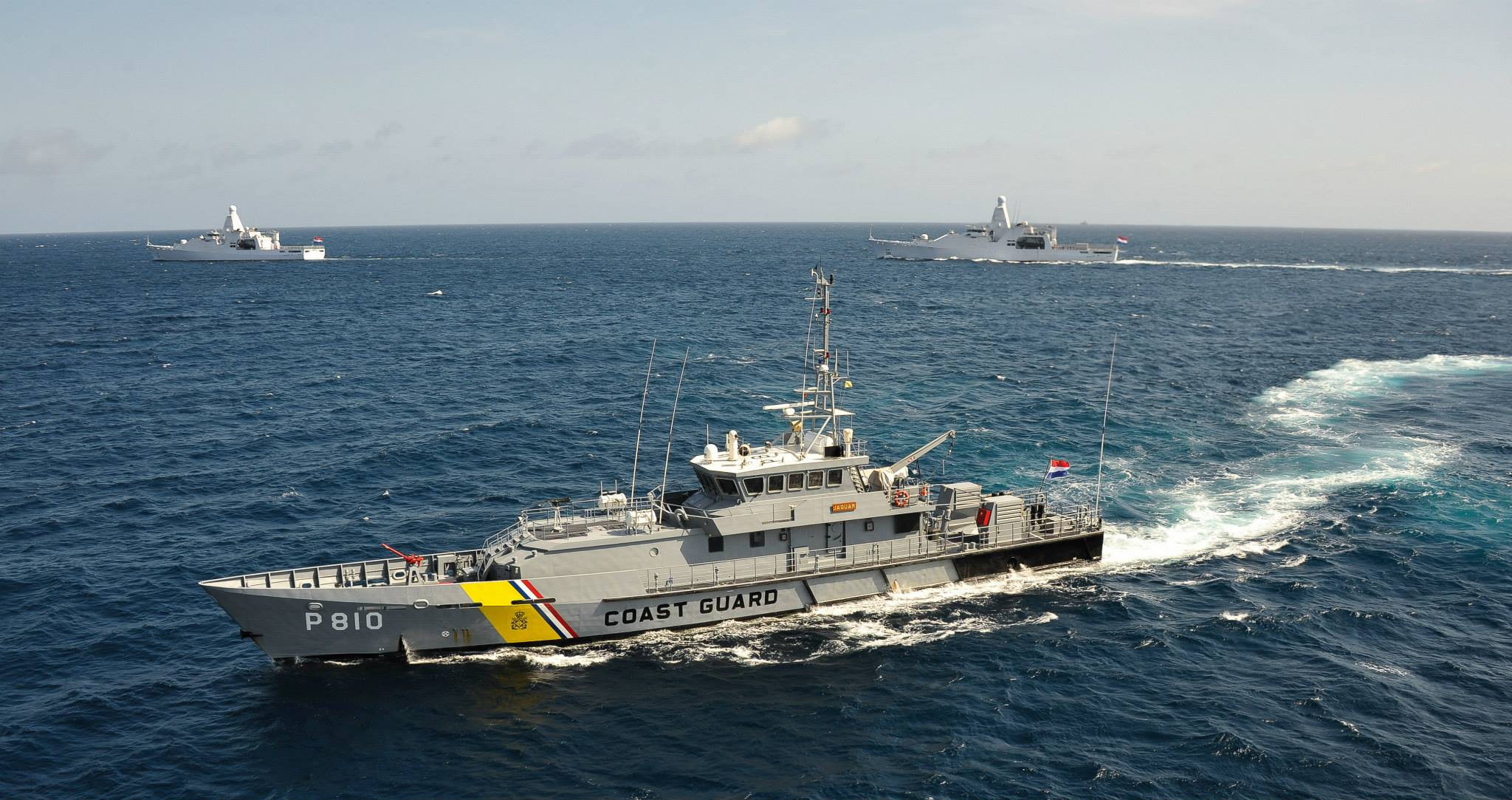
Navio Jaguar, da Guarda Costeira do Caribe Holandês, um Damen Stan 4100

O Damen Stan 4100 é um projeto do Damen Group, um conglomerado de empresas marítimas com sediado na Holanda.
Damen tem uma longa história de concepção, licenciamento e construção de pequenos e médios navios de patrulha costeira. Todos os seus projetos têm um código de quatro dígitos, onde os dois primeiros dígitos se referem ao comprimento da embarcação em metros.
Damen construiu somente um número limitado de navios de patrulha para o projeto 4100, mas a experiência adquirida com o 4100 foi utilizado para projetar 4207, que é um pouco maior.
Várias dezenas de navios Damen Stan 4207 foram construídos para uma dúzia de nações.
A Guarda Costeira do Caribe Holandês opera três navios de patrulha 4100: Jaguar, Poema e  Panter.
Um navio é colocado em cada uma das ilhas de Aruba, Curaçao e st. Maarten. A Polícia Marítima Vietnamita também opera três navios.
| deslocamento      | 206 toneladas                                                     |
| velocidade        | 26 nós                                                            |
| armamento         | 1 x 12,7 mm metralhadora 1 x canhão de água de combate à incêndio |
| resistência       | 7 dias                                                            |
| propulsão         | 2 x motores à diesel gerando 5 600 cavalo-vapor (Até 210 cv)      |
| propulsor de proa | para manobras em locais apertados                                 |
| barcos            | 1 x motor de popa dory com 25 cavalo-vapor (Até 210 cv)           |